# Blagaj (Donji Vakuf)
Pour les articles homonymes, voir Blagaj.
Blagaj (en serbe cyrillique : Благај) est un village de Bosnie-Herzégovine. Il est situé dans la municipalité de Donji Vakuf, dans le canton de Bosnie centrale et dans la fédération de Bosnie-et-Herzégovine. Selon les premiers résultats du recensement bosnien de 2013, il compte 54 habitants.

## Démographie

### Évolution historique de la population
| 1948 | 1953 | 1961 | 1971 | 1981 | 1991 | 2013 |
| ---- | ---- | ---- | ---- | ---- | ---- | ---- |
| -    | -    | 322  | 250  | 249  | 289  | 54   |

|  |

### Répartition de la population par nationalités (1991)
En 1991, les 289 habitants du village étaient tous serbes.

### Communauté locale
En 1991, la communauté locale de Blagaj comptait 491 habitants, répartis de la manière suivante :